# Eodiseon-ga nugun-ga-e museun-ir-i saenggimyeon teullim-eobsi natananda Hong Ban-jang
Eodiseon-ga nugun-ga-e museun-ir-i saenggimyeon teullim-eobsi natananda Hong Ban-jang (어디선가 누군가에 무슨일이 생기면 틀림없이 나타난다 홍반장?), noto anche con i titoli internazionali Mr. Hong e Mr. Handy, Mr. Hong, è un film del 2004 co-scritto e diretto da Kang Seok-beom.

## Trama
Hong Doo-shik è un trentunenne solo apparentemente normale: ha infatti la particolarità di riuscire a compiere praticamente qualsiasi azione gli venga chiesta; l'uomo entra in contatto con Yoon Hye-jin, una dentista perfezionista che – dopo essere stata licenziata – è dovuta tornare nella sua città natale.

## Distribuzione
In Corea del Sud la pellicola è stata distribuita a livello nazionale a partire dal 12 marzo 2004.